# Refugio Nacional de Vida Silvestre del Ártico
El refugio nacional de Vida Silvestre del Ártico (ANWR) es el refugio de vida silvestre más septentrional de Estados Unidos. La zona de la llanura costera del North Slope, en el noreste de Alaska, fue protegida en 1960 por Fred A. Seaton, Secretario de Interior bajo el mandato de Dwight D. Eisenhower, y fue ampliada en 1980 por la Ley de Conservación de las Tierras de Interés Nacional de Alaska hasta alcanzar un total de 78.053 km² en la actualidad, de los cuales, junto con el Mollie Beattie Wilderness, aproximadamente 32.374 km² están designados como zona silvestre. La zona protegida está catalogada por la Unión Mundial de la Naturaleza en la categoría IV (zona de protección de biotopos y especies).
Es un ecosistema único con 45 especies de mamíferos marinos y terrestres, 36 especies de peces y 180 especies de aves. Los gwich'in (el grupo más septentrional de los indios athabascan) llaman a la zona Izhik Gwats'an Gwandaii Goodlit (lugar donde comienza toda la vida) porque es donde da a luz la manada de caribúes Porcupine, de 152.000 cabezas. Hasta el día de hoy, los indios dependen principalmente de este rebaño desde el punto de vista económico.
El borde oriental del refugio forma la frontera con el territorio canadiense de Yukón, al que siguen directamente los dos parques nacionales Vuntut e Ivvavik.
Se cree que bajo la ANWR hay hasta 16.000 millones de barriles de petróleo. La explotación de estas reservas ha sido objeto de controversia desde 1977. En 1982 se impuso una moratoria a la exploración y explotación, que fue prorrogada en 1990 por una orden ejecutiva del Presidente George H. W. Bush. En 2005, Ted Stevens, en el Senado de Estados Unidos, dominado por los republicanos, intentó permitir la explotación; fracasó por poco. Desde entonces, los gwich'in luchan por proteger la zona. En 2008, el presidente George W. Bush presionó al Congreso de Estados Unidos para que permitiera su uso. Argumentó con la seguridad energética de los Estados Unidos.
Debido a la Ley de Conservación de Tierras de Interés Nacional de Alaska, cualquier uso comercial de la zona debe ser autorizado por el propio Congreso. En 2017, cuando los republicanos tenían mayoría tanto en el Senado como en la Cámara de Representantes, el Congreso autorizó la explotación de petróleo y gas natural en hasta un 8% de la zona y ordenó al Departamento del Interior que estableciera el marco para ello. En agosto de 2020, el Secretario de Interior, David Bernhardt, dio a conocer un calendario. Según este calendario, los primeros derechos de perforación podrían subastarse a finales de 2020.

Refugio Nacional de Vida Silvestre del Ártico
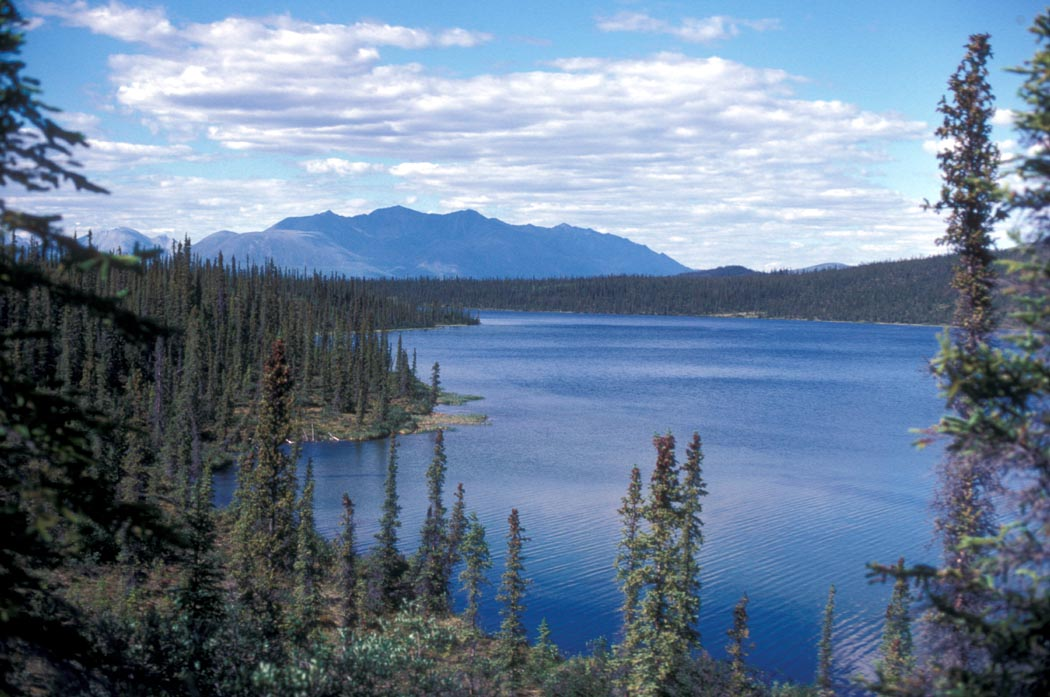
Lago de montaña
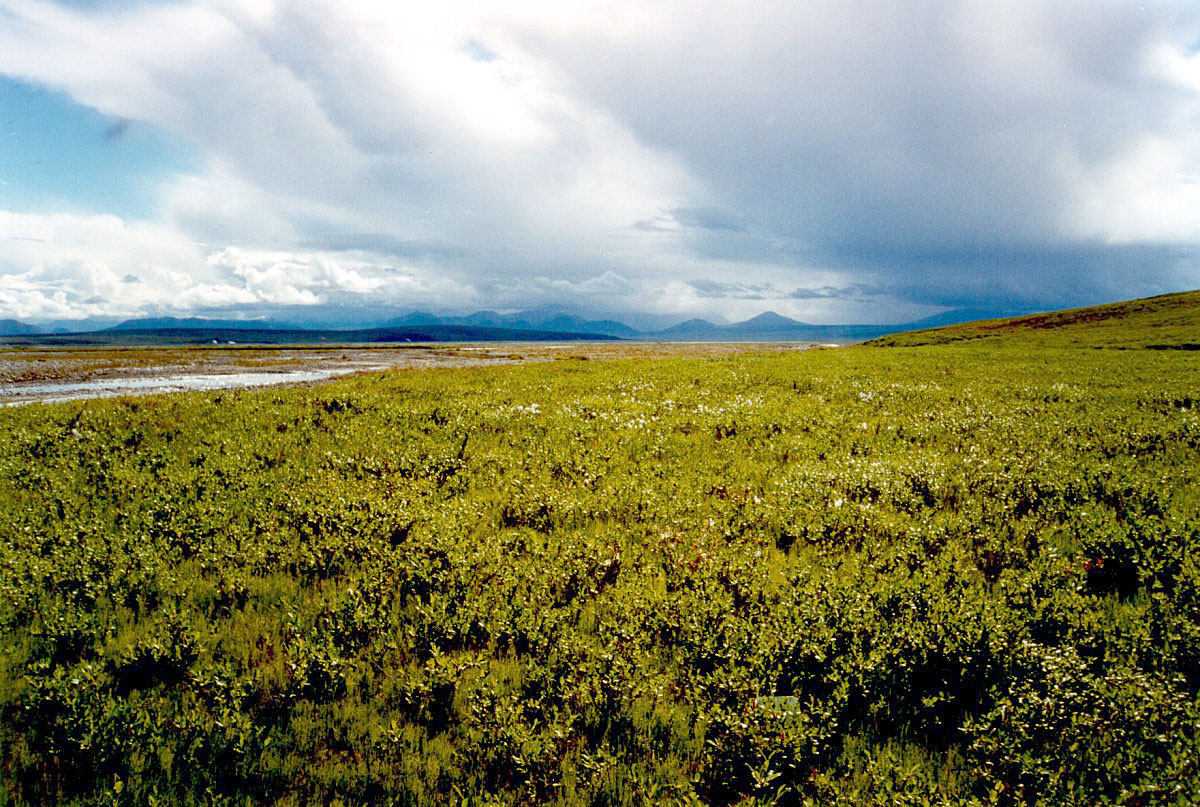
Tundra
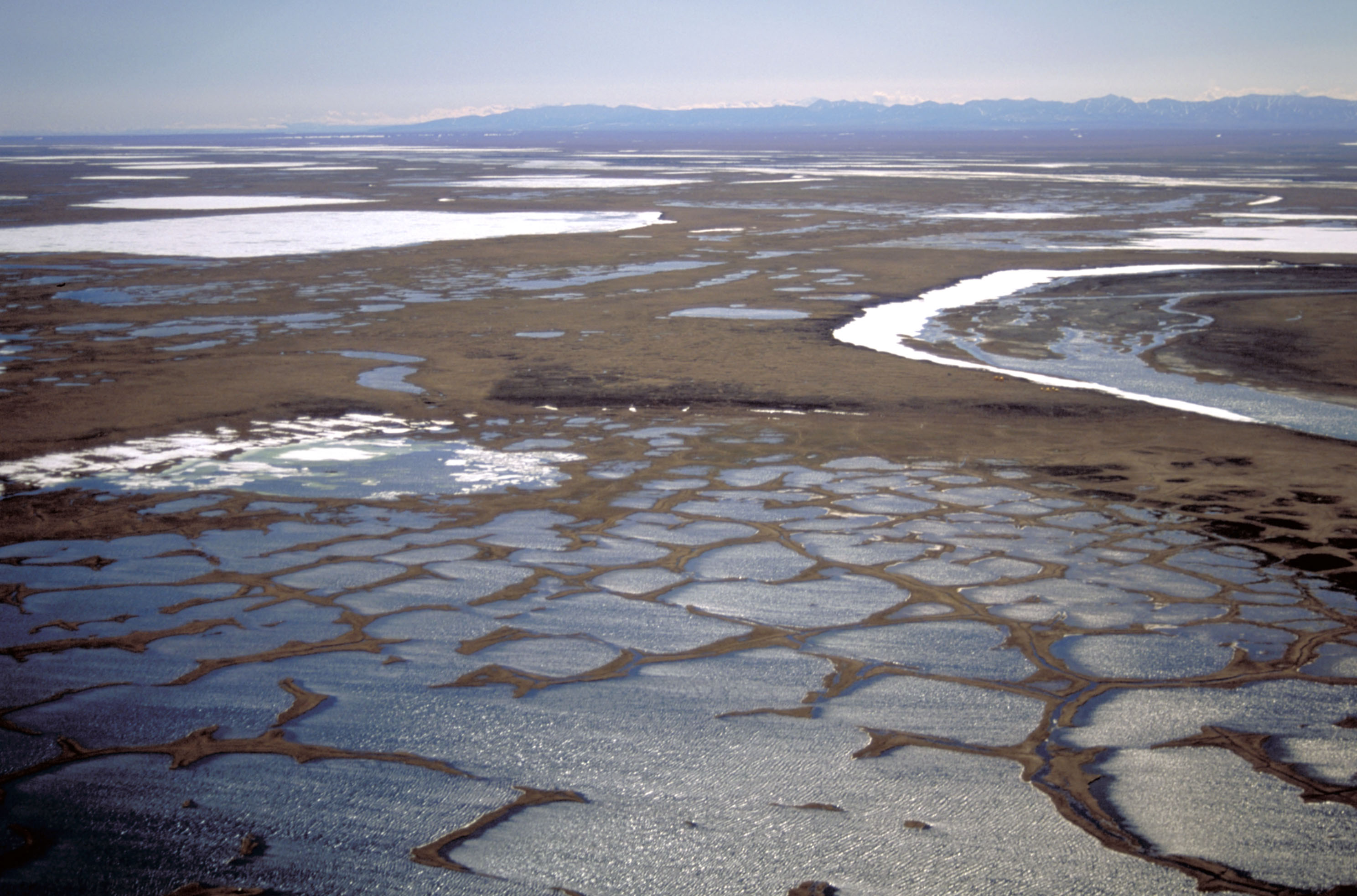
Rio Delta